# HTL Neufelden
Die Höhere technische Bundeslehranstalt Neufelden (HTBLA Neufelden) ist eine vom Bund betriebene berufsbildende höhere Schule (BHS) in der Marktgemeinde Neufelden im Bezirk Rohrbach in Oberösterreich. An der Schule arbeiten mehr als 40 Lehrer. Für das Schuljahr 2020/21 sind etwa 400 Schülerinnen und Schüler angemeldet.

## Geschichte
Am 22. März 1988 wurde der Vertrag über die Rahmenbedingungen für den Schulbau zwischen Bund, Land und Gemeinde unterzeichnet. Der Bund und das Land Oberösterreich übernahmen je die Hälfte der Kosten. Als Bauherr trat die Gemeinde Neufelden auf. Die Spatenstichfeier mit dem ehemaligen Landeshauptmann von Oberösterreich Josef Ratzenböck fand im Mai 1991 statt. Die HTL in Neufelden begann den Unterricht mit dem Schuljahr 1991/1992 zunächst als Expositur des Linzer Technikums in den Räumlichkeiten der Hauptschule Neufelden. Die Schüler fuhren damals zum fachpraktischen Unterricht nach Linz. Die Bauarbeiten wurden 1994 abgeschlossen und die Schule mit sieben Klassen mit insgesamt 246 Schülern und 28 Lehrkräften bezogen. Die erste Reifeprüfung fand am 5. Juni 1996 statt. Im selben Jahr erfolgte die Verselbstständigung der Schule mit Erlass des Bundesministeriums für Unterricht und kulturelle Angelegenheiten.

## Abteilungen
Das Bildungsangebot der HTL Neufelden umfasst die Ausbildungszweige Automatisierungstechnik und seit September 1998 zusätzlich Betriebsinformatik.

## Leitung
- 1991–2013 Rudolf Zeller[1]
- 2013–2023 Walter Jungwirth[2]
- seit 2023 Günther Oberaigner